# Орлик (замок)
За́мок Орлик (чеш. Orlik, нем. Burg Worlik) — находится на реке Влтаве в районе Писек Южночешского края. Расположен на мысе, глубоко вдающемся в воды Орлицкого водохранилища на реке Влтаве.
Замок был заложен в XIII веке в конце периода правления чешского короля Пржемысла Отакара II как небольшая королевская крепость для охраны брода через Влтаву. В то время переправа через Влтаву с использованием брода являлась платной и облагалась королевской пошлиной, поэтому замок Орлик был олицетворением могущества королевской власти. Первоначально это было небольшое одноэтажное здание. При археологических раскопках в 2000 году во внутреннем дворе замка были обнаружены фрагменты поселения, которые датируются второй половиной XIII века. Самое позднее в начале XIV века была возведена крепостная стена, позже достроенная со стороны северо-западного крыла замка. В этот период постройки замка состояли из юго-западной жилой части и главной крепостной башни диаметром около 10 метров, расположенной по центру западной стены. Башня служила для контроля подъездов к замку. В этот же период у южной стены замка была возведена капелла, а также охотничий зал.
До XVI века замок постоянно достраивался. В начале XVI века (в 1508 году) Орлик пережил большой пожар. Восстановление замка осуществлялось в стиле Ренессанс. Через несколько лет после этого замок с разрешения короля перешёл в наследственное владение дворянского рода Швамберков. В это время началась активная реконструкция и достраивание замка, изменился также и его интерьер. В 1575 году замок стал выше на 1 этаж. После 1620 года, когда всё имущество Швамберков было конфисковано, замок Орлик перешёл во владение рода Эггенбергов. В 1719 году Орлик получил в наследство от своей тёти князь Адам Франц цу Шварценберг.
После создания Чехословацкой республики имущество Шварценбергов, включая замок Орлик, было конфисковано, а после «бархатной революции» возвращено дворянскому роду Шварценбергов, которому замок принадлежит и сейчас.
После строительства Орлицкой плотины на Влтаве замок несколько утратил своё величие. Изначально обнесенный зубчатой стеной, замок стоял на краю утёса. Теперь же воды реки, поднявшись на несколько десятков метров и затопив близлежащие низины, вплотную приблизились к подножию замка.
Замок открыт для туристов, в нём представлены коллекции оружия и наград рода Шварценбергов, подсвечники и посуда XV—XVII веков, старинные книги. Одним из самых ценных объектов старинной библиотеки является комплект из 4 книг, который существует в мире всего ещё в трёх экземплярах и называется «Le Musée Français» («Музеи Франции»).
Интерьер замка оформлен в стилях ампир, романтизм и новая готика.